# 잭 랑
잭 랑(프랑스어: Jack Lang, 1939년 9월 2일 ~ )은 프랑스의 정치인이다. 사회당 소속으로, 1981년부터 1986년까지, 1988년부터 1992년까지 문화부 장관을 지냈으며, 1992년부터 1993년까지, 2000년부터 2002년까지 교육부 장관을 지냈다. 1989년부터 2000년까지 블루아의 시장으로 활동했으며, 2012년까지 파드칼레주 제6선거구 국회의원으로도 활동했다.
그는 또한 외규장각 도서들의 반환에도 결정적인 영향을 미쳤다.